# Kostel svatého Mikuláše (Třebušín)
Kostel svatého Mikuláše v Třebušíně je barokní sakrální stavbou tvořící dominantu obce. Je chráněn jako kulturní památka České republiky.

## Historie

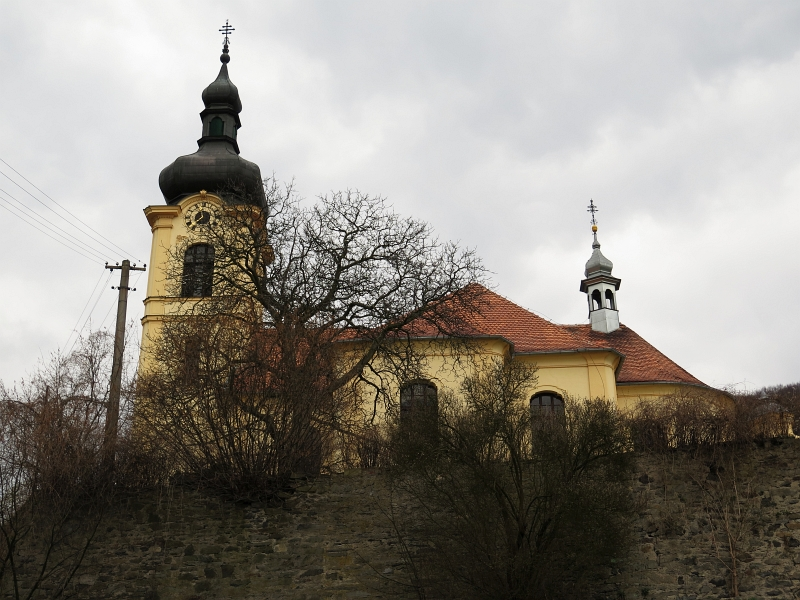
Boční pohled na třebušínský kostel

Kostel, zřejmě gotický, je zmiňován roku 1384, ale románský kostelík zde stával pravděpodobně již dříve. Stavba byla během husitských, ale také následujících válek poničena, a roku 1709 bylo započato s výstavba barokního kostela. Kapli sv. Jana Nepomuckého s dynamicky prolamovaným půdorysem stavěl v roce 1724-1725 nejspíše Octavio Broggio, který touto kaplí východně od presbytáře doplnil stavbu. V letech 1751-1752 došlo k úpravě střech. Vzhled kostela se významně změnil v roce 1902, kdy věž tvořená pouze nízkou dřevěnou zvonicí byla nahrazena vysokou vyzděnou horní částí věže. Do té doby věž nad úrovní hlavní římsy lodi završovala nízká dřevěná zvonice s valbovou střechou. Kostel plně sloužil svému účelu až do roku 1945. Poté došlo k vysídlení původního německy mluvícího obyvatelstva, počet návštěvníků bohoslužeb se snížil a kostel začal chátrat. K výrazné opravě došlo v letech 1992–2003, za vydatné finanční pomoci vysídlených obyvatel žijících v Německu a jejich potomků.

## Architektura
Jednolodní podélný kostel s výraznými bočními kaplemi a užšími emporovými přístavbami po obou bocích, takže půdorys vytváří křížovou dispozici. V západním průčelí je hranolová věž. Na východní straně se nachází presbytář s půlkruhovým závěrem, který tvoří zároveň stěnu přilehlé nižší centrální kaple členitého půdorysu, příčně obdélné, se široce zkosenými rohy a proláklými stěnami. Zvenčí jsou všechna nároží zaoblena a provázena pilastry. Okna jsou s trojdílnými záklenky.
Uvnitř má kostel plackové klenby a pilastrové svazky. V západní části lodi se nachází varhanní kruchta a empory. Ve východní kapli zasvěcené sv. Janovi je klášterní (valená) klenba s lucernou.

## Vybavení
Část vybavení snad pochází i z předchozího kostela. Hlavní oltář je barokní, rámový. Jeho titulní obraz pochází od pražského malíře Jana Ongherse z roku 1721. Obraz se nachází v členitém rámu se zlacenými řezanými pentlemi a je nesen dvěma anděli. Boční oltář Nejsvětější Trojice s rokokovými vázami a zlacenými doplňky, který se nachází v severní kapli, pochází z 2. čtvrtiny 18. století. Boční sloupový, v černozlatém stylu, raně barokní oltář sv. Josefa, který se nachází v jižní kapli pochází z roku 1672. Kazatelna s rokajovými řezbami pochází ze 3. čtvrtiny 18. století. Kamenná křtitelnice mušlovitého tvaru je z 18. století. Barokní obraz sv. Vavřince, který je v presbytáři, je z roku 1728. Na pilířích se nachází šest barokních sošek z 18. století: sv. Anna, Pieta, sv. Jan Nepomucký, sv. Kateřina, sv. Barbora a sv. Václav. Období chátrání v rozmezí let 1946-1991 přečkala i většina vnitřního vybavení.

## Okolí kostela
Kostel obklopuje hřbitov. V okolí kostela byl zjištěn val a příkop, snad pozůstatky johanitské tvrze. Nad kostelem je pozdně barokní socha sv. Jana Nepomuckého datovaná v nástavci letopočtem 1747. Budova zděné patrové fary s mělkým osovým rizalitem pochází z roku 1713. V 19. století byla fara přestavěna.